# Michelle Ferre
Michelle Ferre (Kobe, 13 de junio de 1973) es una actriz y periodista nacida en Japón y de nacionalidad francesa. Fue corresponsal de CNN en Japón.

## Biografía
Durante su juventud, Michelle vivió con sus abuelos en el noroeste de Francia antes de inscribirse en una escuela internacional en Kobe, Japón. Ferre se matriculó más tarde en la Universidad de Sofía en Tokio, especializándose en Relaciones Internacionales y Ciencias Políticas. Su habilidad para hablar inglés y japonés la llevó a seguir una carrera en periodismo. Vivió en Tokio durante su etapa escolar y durante su carrera profesional.
La primera experiencia de actuación de Michelle Ferre fue junto al actor Jackie Chan en la película de artes marciales de Hong Kong de 1998 ¿Quién soy? Chan quedó intrigado por la personalidad de Ferre mientras era entrevistado en el set de la película y terminó invitándola a una audición para la misma, recibiendo el papel de coprotagonista interpretando a Christine Stark. El siguiente papel de Ferre fue en el drama japonés de 2006 So-Run Movie. Ella también apareció en el escenario en Akugi de Ryô Iwamatsu.

## Filmografía
- 1998 - ¿Quién soy?
- 2006 - So-Run Movie